# (4312) Knacke
(4312) Knacke es un asteroide perteneciente al cinturón de asteroides, descubierto el 29 de noviembre de 1978 por Charles Thomas Kowal junto con Schelte John Bus desde el observatorio del Monte Palomar, Estados Unidos.

## Designación y nombre
Designado provisionalmente como 1978 WW11. Fue nombrado Knacke en honor al astrofísico estadounidense Roger F. Knacke.